# Foiditoide
Els foiditoides són roques ígnies volcàniques de la classificació de camp de Streckeisen (1979). Són definides modalment als camps 15a, 15b i 15 c del diagrama QAPF de Streckeisen. Els foiditoides contenen les foidites, les foidites tefrítiques i les foitites fonolítiques.